# Slavistik

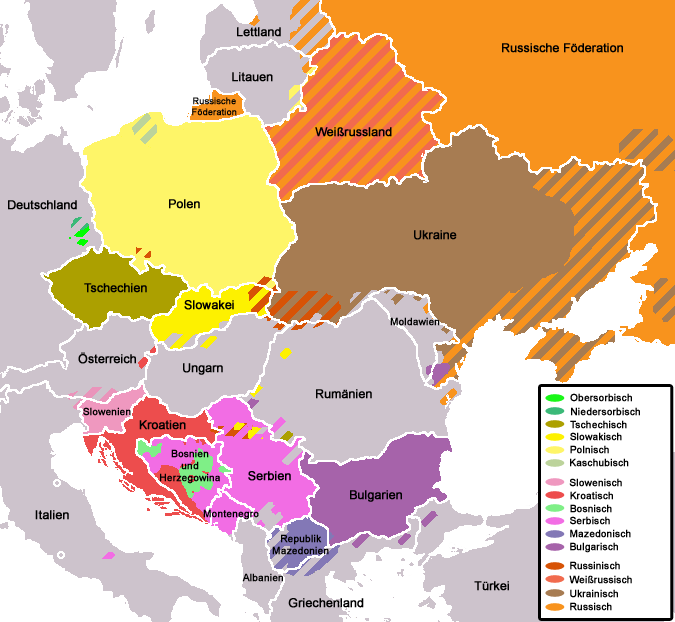
Karta över de slaviska språkens utbredning i Europa.

Slavistik är studiet av slaviska språk samt de slaviska folkens litteratur, kultur och historia.